# Desmanthodium
Desmanthodium é um género botânico pertencente à família Asteraceae.